# Neil F. Comins
Neil F. Comins (New York, 1951) è un astronomo e saggista statunitense.
Ottenne un B.A. alla Cornell University, dove assistette a lezioni di Hans Bethe, e un Ph.D. in fisica all'Università del Maryland, College Park. Negli anni settanta studiò relatività generale con Bernard Schutz  all'Università di Cardiff nel Galles. Insieme a Schutz, Comins studiò in particolare le proprietà delle stelle di neutroni. Alcuni risultati di questi studi vennero citati nella conferenza di Subramanyan Chandrasekhar quando ricevette il premio Nobel per la fisica nel 1983.
Dal 1978 Comins insegna astronomia all'Università del Maine. Ha condotto osservazioni con telescopi ottici in Arizona e con il radiotelescopio Very Large Array nel Nuovo Messico. Si occupa in particolare di elaborare modelli teorici di galassie con il computer, della relatività generale e dello sviluppo di programmi universitari di astronomia.
Negli anni ottanta ha lavorato per alcuni periodi all'Ames Research Center della NASA in California, facendo ricerche con Bruce F. Smith sulla formazione ed evoluzione delle galassie. I risultati sono stati pubblicati in numerosi articoli accademici.
Nel 1995, dopo la morte di William J. Kaufmann, Comins proseguì la stesura del libro di testo Discovering the Universe, che ebbe grande successo e varie edizioni successive. Venne pubblicata anche una versione minore: Discovering the Essential Universe.
Comins ha scritto un articolo sugli errori astronomici del film Avatar di James Cameron.
Attualmente vive con la famiglia a Bangor nel Maine, che egli considera "un gran bel posto dove crescere i figli".

## Pubblicazioni
- Heavenly Errors: Misconceptions About the Real Nature of the Universe, Columbia University Press, 2003
- What if the Moon Didn't Exist? Voyages to Earths that Might Have Been, Harper-Collins, 2003
- Discovering the Universe: From the Stars to the Planets, W. H. Freeman & Co., 2006 - 9ª ed. 2014
- Discovering the Essential Universe, W. H. Freeman & Co., 2006 - 5ª ed. 2011
- The Hazards of Space Travel: A Tourist's Guide, Random House, 2007
- What if the Earth Had Two Moons?, St. Martin's Press, 2010